# 7848 Бернасконі
7848 Бернасконі (7848 Bernasconi) — астероїд головного поясу, відкритий 22 лютого 1996 року.
Тіссеранів параметр щодо Юпітера — 3,410.